# Gabriel Kicsid
Gabriel Kicsid, född den 2 april 1948 i Imeni, Rumänien, är en rumänsk handbollsspelare.
Han tog OS-brons i herrarnas turnering i samband med de olympiska handbollstävlingarna 1972 i München.
Han tog därefter OS-silver i herrarnas turnering i samband med de olympiska handbollstävlingarna 1976 i Montréal.